# Artur Goebel

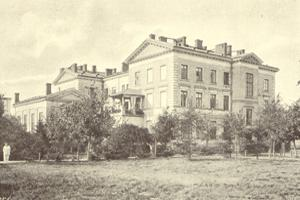
Synagoga i Szpital Starozakonnych na Czystem (pocz.XX w.)

Artur Goebel (ur. 14 grudnia 1835 w Krakowie, zm. 14 września 1913 w Wiesbaden) – polski architekt.

## Życiorys
W 1856 roku ukończył Instytut Techniczny w Krakowie. W 1857 przyjechał do Warszawy. 
Pracował z Henrykiem Marconim, następnie z Julianem Ankiewiczem. Współpracował przy budowie domów w Warszawie przy ulicach: Czystej 6, 4; Gęsiej 10; Dzikiej 27; Żurawiej 30, 32; Nowolipki 13; Karmelickiej 17, 19; Jasnej 17, 19; Szkolnej 10 (nadbudowa). Prace samodzielne: domy przy Czerniakowskiej 94 i 96. 
Pochowany na cmentarzu Powązkowskim w Warszawie (kwatera E-1-11/12).

### Główne dzieła
- Szpital Dziecięcy Bersohnów i Baumanów, Warszawa, ul. Sienna 60/62, Śliska 51, 1876−1878,
- Kościół w Wieńcu, po 1880,
- Budynek Gimnazjum Wojciecha Górskiego w Warszawie, ul. Hortensji 2, 1883 (wspólnie z Józefem Piusem Dziekońskim),
- Kościół w Lubieniu Kujawskim, 1884−1886,
- Pałac w Wieńcu, 1890−1892,
- Szpital Starozakonnych na Czystem, Warszawa, 1894−1902 (we współpracy z Czesławem Domaniewskim),
- Kościół w Pacynie, 1897−1901,
- Kościół w Postawach,
- Kamienica Krasińskich przy pl. Małachowskiego 2 w Warszawie, 1907−1910 (wspólnie z Janem Fryderykiem Heurichem),
- mauzoleum Leopolda Kronenberga i jego rodziny na cmentarzu ewangelicko-reformowanym w Warszawie(1883)[4].

## Galeria

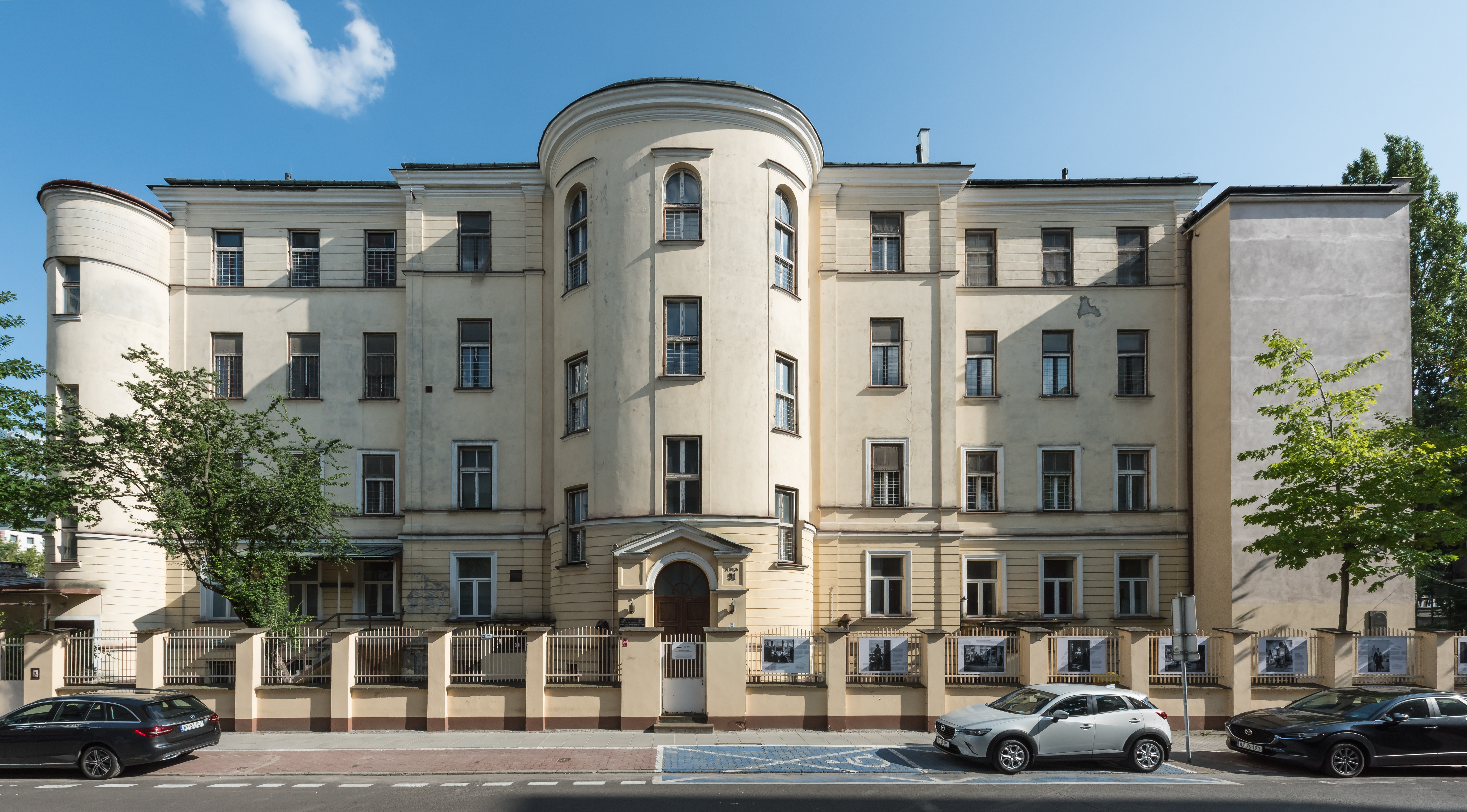
Szpital Dziecięcy Bersohnów i Baumanów w Warszawie
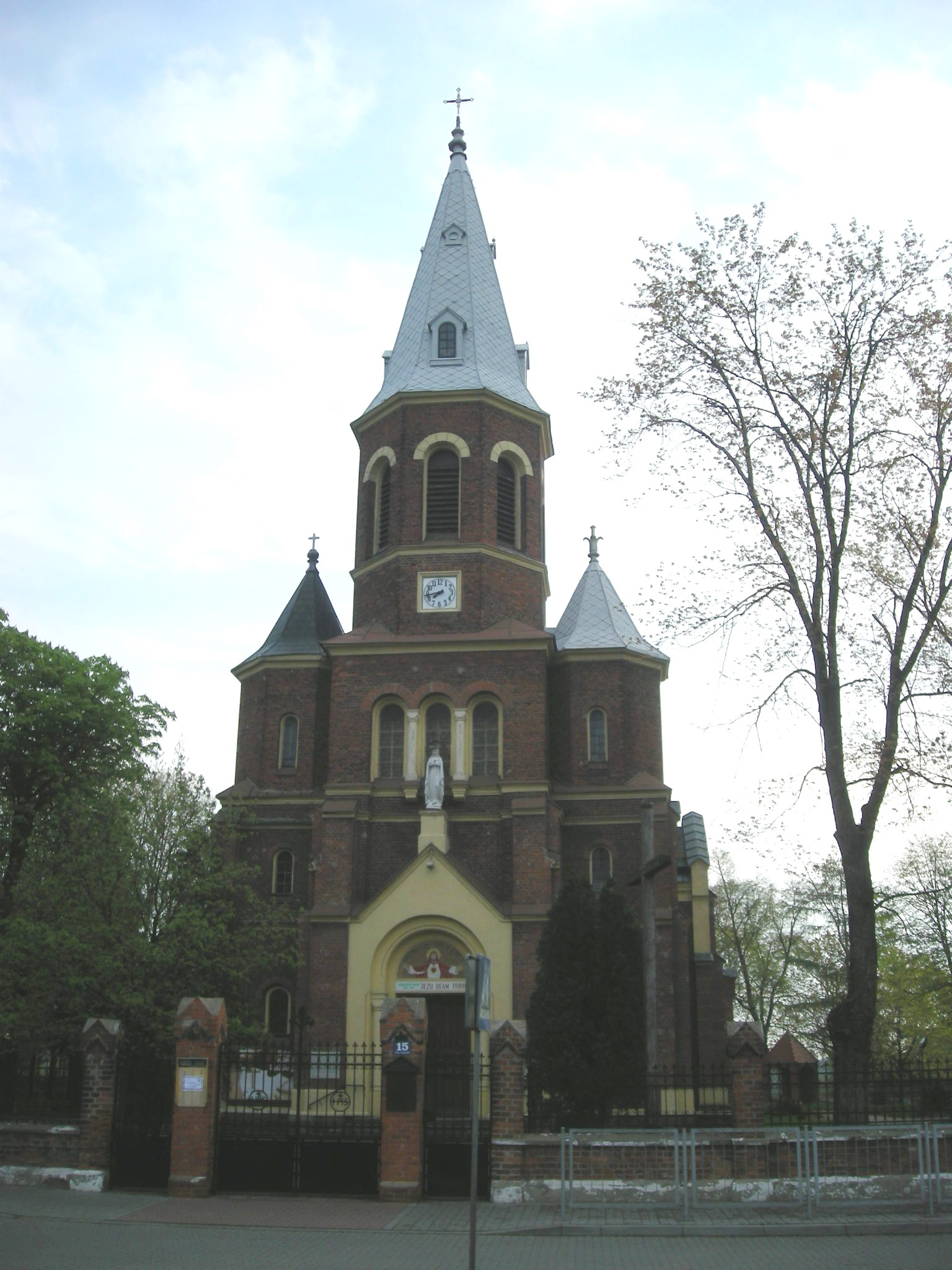
Kościół w Lubieniu Kujawskim
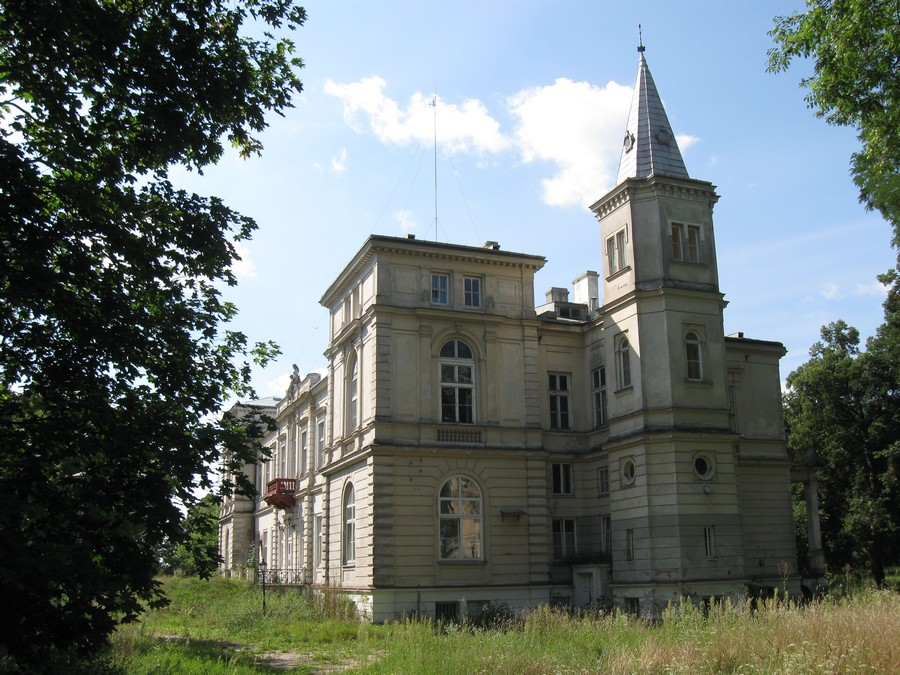
Pałac w Wieńcu
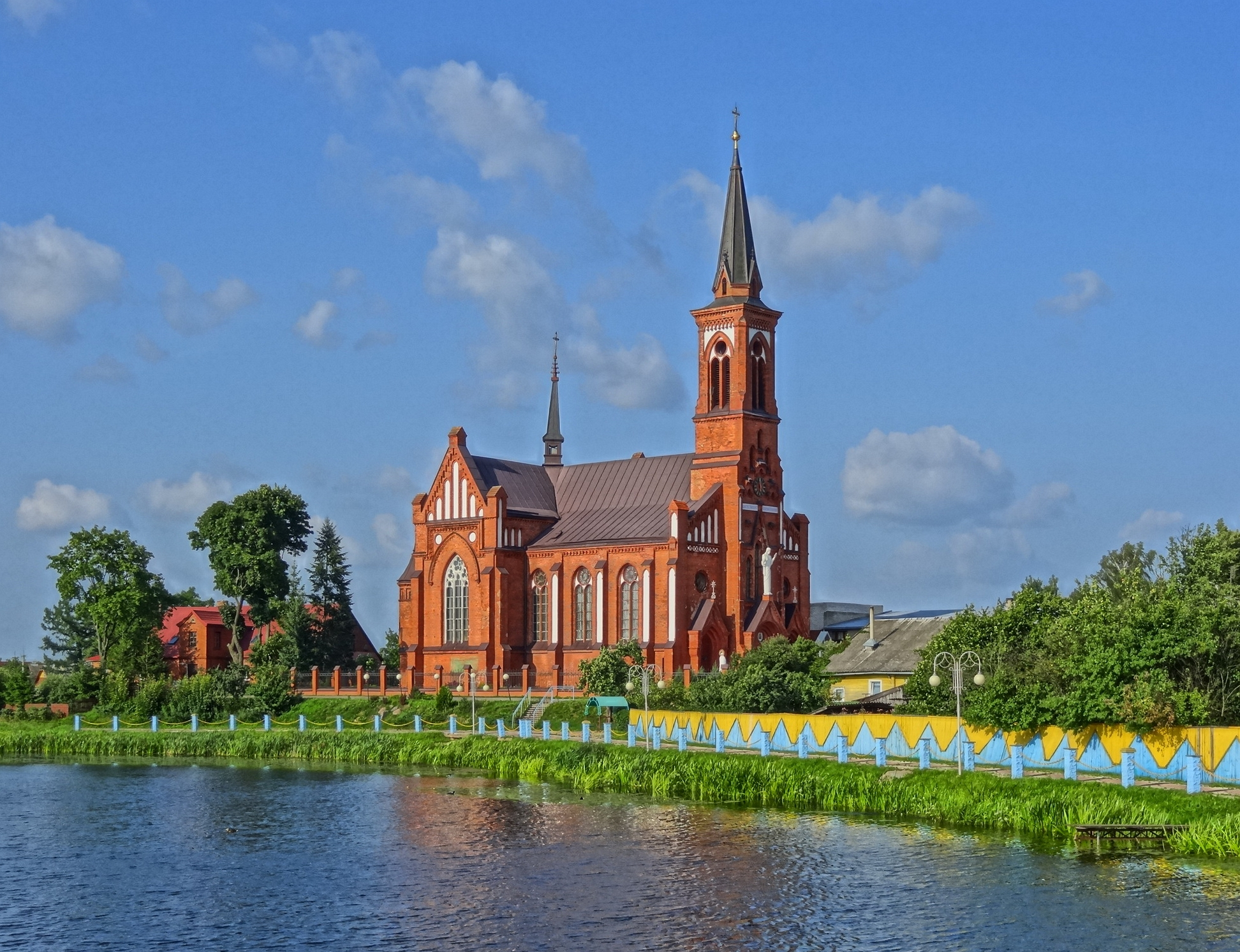
Kościół w Postawach
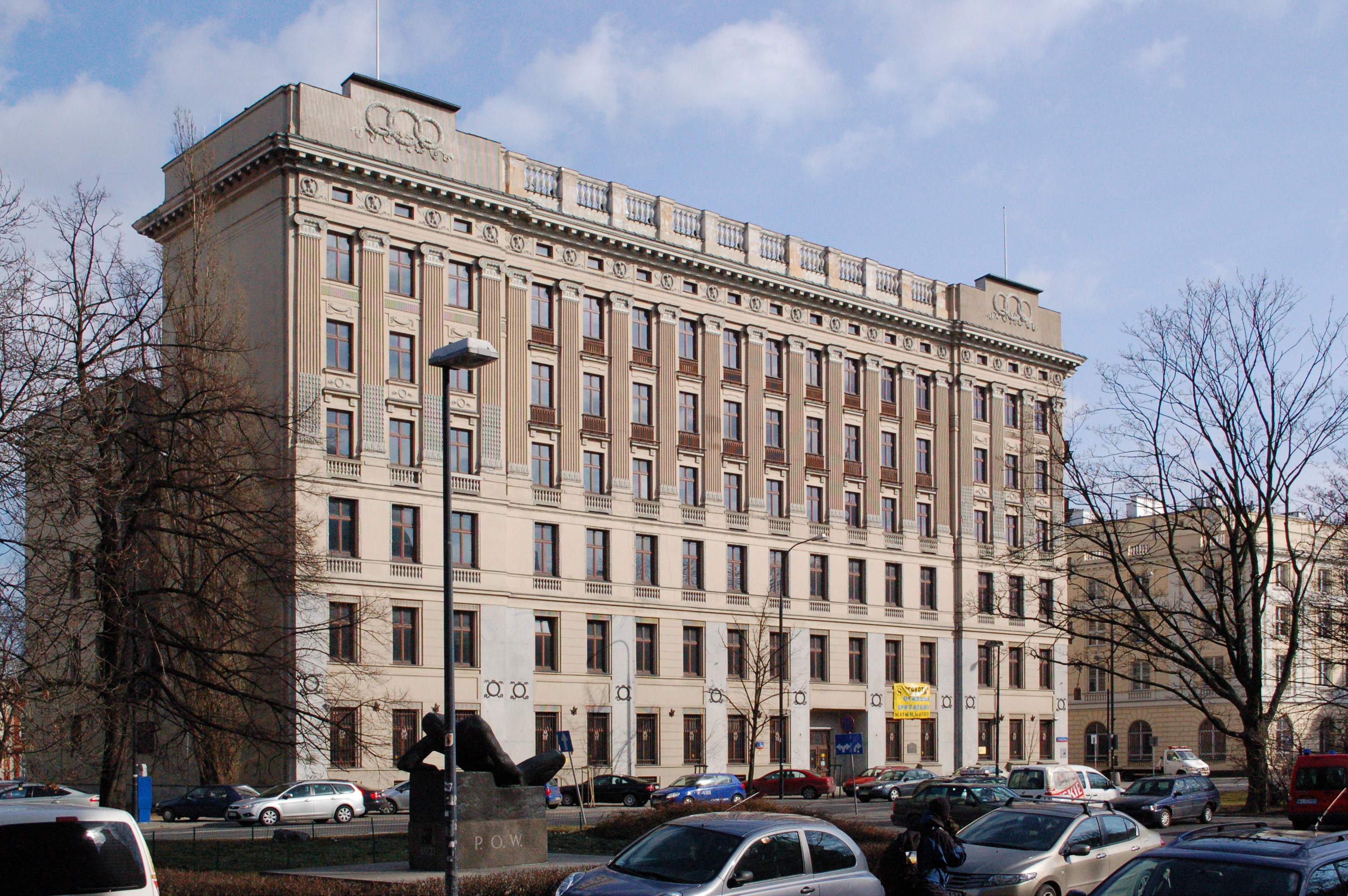
Kamienica Krasińskich w Warszawie
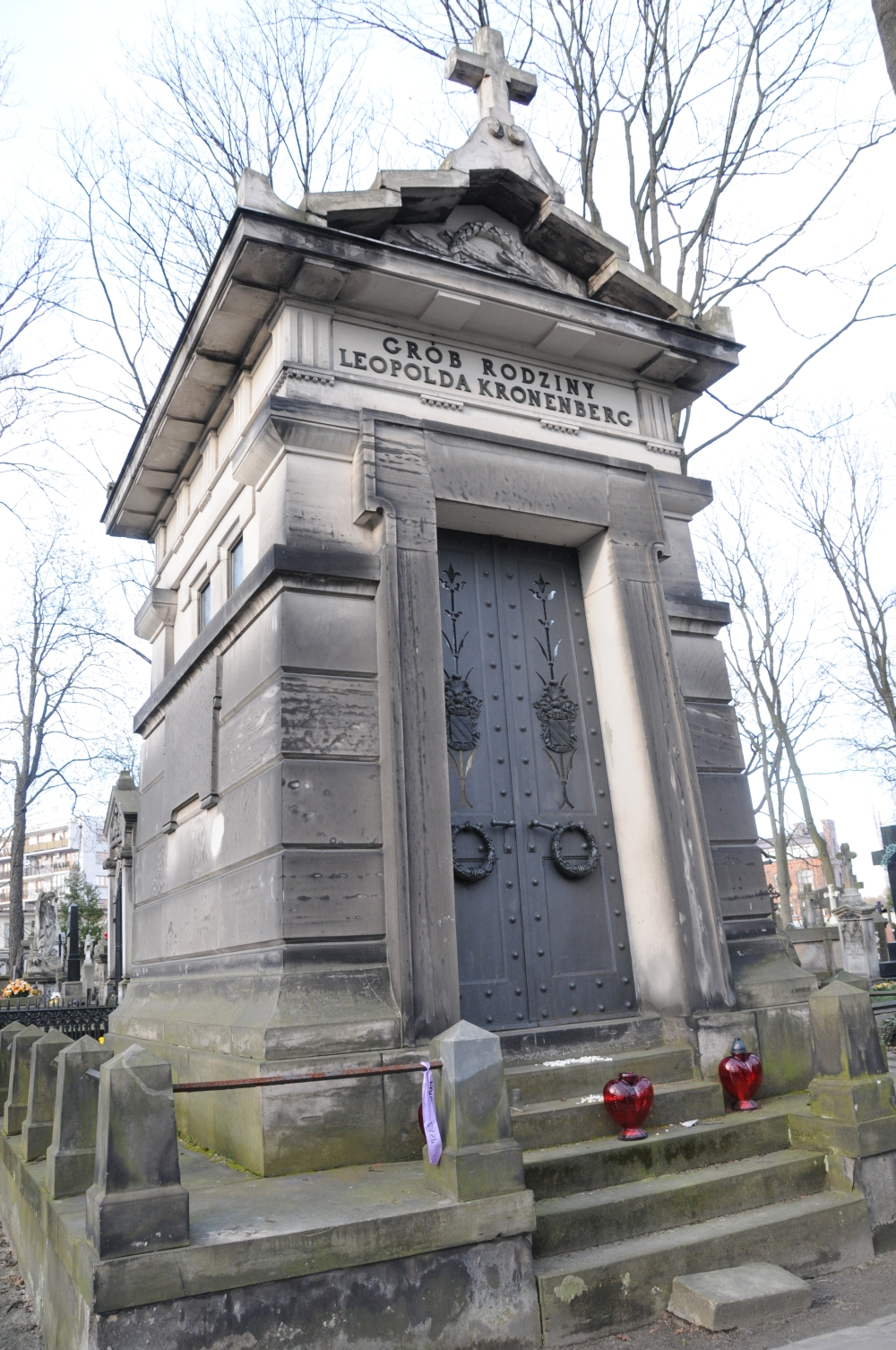
Grobowiec rodziny Leopolda Kronenberga